# Nemotelus frontalis
Nemotelus frontalis är en tvåvingeart som beskrevs av Oliver 1811. Nemotelus frontalis ingår i släktet Nemotelus och familjen vapenflugor.
Artens utbredningsområde är Frankrike. Inga underarter finns listade i Catalogue of Life.